# Mroczkowice (województwo łódzkie)
Mroczkowice – wieś w Polsce położona w województwie łódzkim, w powiecie rawskim, w gminie Cielądz.
Wieś szlachecka położona była w drugiej połowie XVI wieku w powiecie rawskim ziemi rawskiej województwa rawskiego. W latach 1975–1998 miejscowość administracyjnie należała do województwa skierniewickiego.